# ロイド・カウフマン
ロイド・カウフマン（Lloyd Kaufman,  1945年12月30日 - ）は、アメリカ合衆国の映画監督、映画プロデューサー、脚本家、俳優である。

## 来歴
1945年、ニューヨーク州ニューヨーク市に生まれる。父親は弁護士だった。高校卒業後にイェール大学へ進学した。大学在学中はもともと映画監督志望ではなく教師を目指していたが、ルームメイトの影響から学生映画を撮り始める。1970年代に入ると本格的にキャリアをスタートさせた。1976年には映画スタッフ兼俳優としてシルヴェスター・スタローン脚本・主演の『ロッキー』などの作品へも参加している。
1974年に映画プロデューサーのマイケル・ハーツと共に映画製作および配給会社トロマ・エンターテインメントを設立。同社は大作路線ではなく、低予算、B級路線の作品を専門的に制作しており、熱狂的なファンを生んだ。1984年にロイド自身が監督したホラーコメディ『悪魔の毒々モンスター』はトロマの代表的作品ともなり、その後シリーズ化された。シリーズ第2弾の『悪魔の毒々モンスター 東京へ行く』は、東京ロケが敢行され、日本から関根勤なども出演している。

### 私生活
1974年に女優のPatricia Kaufmanと結婚し、二人の間には3人の子供が生まれている。

## 主な作品

### 監督作品
- The Girl Who Returned (1969)
- マイ・クレイジー・アメリカ The Battle of Love's Return (1971)
- The New Comers (1973)
- Ha-Balash Ha'Amitz Shvartz (1973) ※ノークレジット
- Sweet & Sour (1974)
- スクイズ・プレイ!/恋の一発大逆転  Squeeze Play (1979)
- ウェイトレス/桃色究極メニュー Waitress! (1981)
- 熱愛大戦争/スタック・オン・ユー! Stuck on You! (1982)
- 初体験物語/ファースト・ターン・オン! The First Turn-On!! (1983)
- 悪魔の毒々モンスター The Toxic Avenger (1984)
- 悪魔の毒々ハイスクール Class of Nuke 'Em High (1986)
- 悪魔の毒々プラトーン Troma's War (1988)
- 悪魔の毒々モンスター 東京へ行く The Toxic Avenger Part II (1989)
- カブキマン Kabukiman (1990)
- 悪魔の毒々ハイスクール2/ヒューマノイド・パニック Class of Nuke 'Em High Part II: Subhumanoid Meltdown (1991)
- 悪魔の毒々ハイスクール3/ダブル・ヒューマノイド Class of Nuke 'Em High Part 3: The Good, the Bad and the Subhumanoid (1991)
- トロメオ&ジュリエット Tromeo and Juliet (1996)
- オーガズモ Orgazmo (1997)
- テラー・ファーマー Terror Firmer (1999)
- Waiting (2000) ※テレビ映画
- 悪魔の毒々モンスター/新世紀絶叫バトル Citizen Toxie: The Toxic Avenger IV (2000)
- 悪魔の毒々映画をカンヌで売る方法! All the Love You Cannes! (2002) ※ドキュメンタリー
- Tales from the Crapper (2004) ※ビデオ作品
- Make Your Own Damn Movie! (2005) ※ビデオ作品
- The King of Cult: Lloyd Kaufman's Video Diary (2006)
- Debbie Rochon Confidential: My Years in Tromaville Exposed! (2006)
- チキン・オブ・ザ・デッド/悪魔の毒々バリューセット  Poultrygeist: Night of the Chicken Dead (2006)
- Splendor and Wisdom (2008) ※ドキュメンタリー
- Direct Your Own Damn Movie! (2008) ※ドキュメンタリー
- Diary-Ahh of a Mad Independent Filmmaker (2009) ※ドキュメンタリー
- Produce Your Own Damn Movie! (2011) ※ドキュメンタリー
- リターン・トゥ・悪魔の毒々ハイスクール　Vol.1 Return to Nuke 'Em High Volume 1 (2013)
- リターン・トゥ・悪魔の毒々ハイスクール　Vol.2 Return to Nuke 'Em High Volume 2 (2014)
- #シェイクスピア シットストーム #ShakespearesShitstorm (2020)

### 主な出演作品
- 泣く女 Cry Uncle (1971)
- USA邪教集団ファミリー Sweet Savior (1971) ※ノークレジット
- The Divine Obsession (1976)
- ロッキー Rocky (1976)
- ふたりでスローダンスを Slow Dancing in the Big City (1978)
- スクイズ・プレイ!/恋の一発大逆転 Squeeze Play (1979)
- ファイナル・カウントダウン The Final Countdown (1980)
- 悪魔の毒々モンスター 東京へ行く The Toxic Avenger Part II (1989)
- 悪魔の毒々ハイスクール2/ヒューマノイド・パニック Class of Nuke 'Em High Part II: Subhumanoid Meltdown (1991)
- 悪魔の毒々ハイスクール3/ダブル・ヒューマノイド Class of Nuke 'Em High Part 3: The Good, the Bad and the Subhumanoid (1994)
- トロメオ&ジュリエット Tromeo and Juliet (1996)
- ゾンビマゲドン Zombiegeddon (2003)
- プリズン・ブレーキ Prison-A-Go-Go! (2003)
- Deadhunter: Sevillian Zombies (2003)
- LolliLove (2004)
- Die You Zombie Bastards! (2005)
- ザ・バッグマン 闇を運ぶ男 The Bag Man (2005)
- Frankenstein vs. the Creature from Blood Cove (2005)
- A Dream of Color in Black and White (2005)
- 超能力学園WXY Pretty Cool (2006)
- スリザー Slither (2006)
- チキン・オブ・ザ・デッド/悪魔の毒々バリューセット Pretty Cool (2006)
- ヴァンパイア・ストリッパー Bachelor Party in the Bungalow of the Damned (2008)
- アドレナリン:ハイ・ボルテージ Crank: High Voltage (2009)
- ラスト・ゾンビ・ハンター The Last Zombi Hunter (2010)
- ファーザーズデイ Father's Day (2011)
- スーパー! Super! (2010)
- ヘヴィメタル・ミュージカル Mr. Bricks: A Heavy Metal Murder Musical (2011)
- モンティ・パイソン ある嘘つきの物語 グレアム・チャップマン自伝 A Liar's Autobiography: The Untrue Story of Monty Python's Graham Chapman (2002)
- Attack of the Tromaggot (2012)
- VHSテープを巻き戻せ! Rewind This! (2013)
- モスキートマン Stuck (2013)
- ガーディアンズ・オブ・ギャラクシー Guardians of the Galaxy (2014)
- セル Cell (2016)
- リターン・トゥ・悪魔の毒々ハイスクール　Vol.1 Return to Nuke 'Em High Volume 1 (2013)
- リターン・トゥ・悪魔の毒々ハイスクール　Vol.2 Return to Nuke 'Em High Volume 2 (2014)
- #シェイクスピア シットストーム #ShakespearesShitstorm (2020)
- 悪魔がはらわたでいけにえで私（2024年）[4]
- ザ・ゲスイドウズ（2025年）[5]
- ブルックリンでZ級監督と恋に落ちた私（2026年公開予定）[6]

## 参照
1. ↑  http://www.filmreference.com/film/46/Lloyd-Kaufman.html
2. 1 2  “Lloyd Kaufman Biography”. 2014年7月26日閲覧。
3. ↑  https://getnews.jp/archives/479869
4. ↑  “宇賀那健一の短編「往訪」を長編映画化　詩歩、平井早紀、板橋春樹、遠藤隆太ら出演”. 映画ナタリー (ナターシャ). (2023年9月14日) 2023年9月14日閲覧。
5. ↑  “夏子主演「ザ・ゲスイドウズ」に水沢林太郎、伊澤彩織、マキタスポーツ、斎藤工ら参加”. 映画ナタリー.   ナターシャ (2024年11月22日). 2024年11月22日閲覧。
6. ↑  “宇賀那健一の監督作「ブルックリンでZ級監督と恋に落ちた私」来春公開、主演は三原羽衣”. 映画ナタリー.   ナターシャ (2025年5月9日). 2025年5月9日閲覧。